# Tłustoręby
Tłustoręby (deutsch: Kirchberg) ist ein Dorf in der Stadt- und Landgemeinde Niemodlin, im Powiat Opolski, der Woiwodschaft Oppeln in Polen.

## Geographie

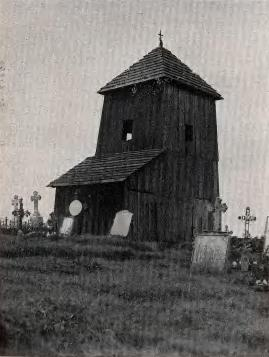
Holzkapelle auf dem Friedhof, um 1930

Tłustoręby liegt an der Glatzer Neiße, etwa 12 Kilometer westlich von Niemodlin (Falkenberg) und etwa 38 Kilometer westlich von Oppeln in der Schlesischen Tiefebene. Im Westen liegt Kopice (Koppitz), nördlich Tarnica (Tarnitze), nordöstlich Rogi (Rogau) und südlich Krasna Góra (Sonnenberg).
Südlich von Tłustoręby liegen die Kolonie Pielgrzymowice (Pilkendorf) und die zu Krasna Góra gehörende Kolonie Marszów (Marsche).

## Geschichte
Kirchberg wurde 1286 erstmals erwähnt. 1296 bestand im Ort eine katholische Pfarrei mit Kirche. 1447 wird im Registrum Denarii St. Petri in Archidiaconatu Oppoliensi eine Kirche auf dem nahe gelegenen Berg erwähnt. Für 1534 ist der Ortsname in der Schreibweise Dlustoruby belegt.
Nach dem Ersten Schlesischen Krieg 1742 fiel Kirchberg mit dem größten Teil Schlesiens an Preußen. 1748 wurde im Dorf eine evangelische Schule eingerichtet. Die katholische Gemeinde im Ort ist im Laufe des 18. Jahrhunderts eingegangen. Die ehemalige katholische Kirche auf dem Berg wurde zum Teil abgebrochen. Lediglich der hölzerne Kirchturm blieb bis zur Zerstörung 1945 erhalten.
In den Napoleonischen Kriegen zog 1813 die Kaiserlich Russische Armee durch Kirchberg und überquert hier die Glatzer Neiße. Nach der Neuorganisation der Provinz Schlesien gehörte die Landgemeinde Kirchberg ab 1817 zum Landkreis Falkenberg O.S., mit dem es bis 1945 verbunden blieb. 1837 wurde im Ort ein neues Schulhaus für die evangelische Schule erbaut. 1845 bestand das Dorf aus 116 Häusern, einem Schloss und einem Vorwerk. Im gleichen Jahr lebten in Kirchberg 764 Einwohner, davon 281 katholische. 1855 betrug die Einwohnerzahl 803. 1865 zählte das Dorf acht Bauern-, 58 Gärtner- und 22 Häuslerstellen. Die zweiklassige evangelische Schule wurde im gleichen Jahr von 123 Schülern besucht. 1862 wurde im Ort eine katholische Schule eingerichtet. 1874 wurde der Amtsbezirk Kirchberg gegründet, dem die Landgemeinden Kirchberg, Rogau, Sonnenberg und Tarnitze sowie die gleichnamigen Gutsbezirke eingegliedert wurden. 1878 wurde die evangelische Pfarrei Kirchberg gegründet. 1879 erfolgte der Bau einer steinernen Kirche im Stil der Neugotik mit einem 33 m hohen Turm. 1885 zählte Kirchberg 795 Einwohner. Ende des 19. Jahrhunderts wurden zahlreiche Betriebe, darunter die Schäferei, die Brennerei, die Brauerei sowie eine Pottaschesiederei, geschlossen. Infolgedessen sank die Bevölkerungszahl um fast 40 %. 1933 lebten in Kirchberg 563 Einwohner, 1939 waren es 553 Einwohner. Im Februar 1945 wurde der Ort nach teils heftigen Kampfhandlungen durch die Rote Armee eingenommen. Durch diese Kriegseinwirkungen wurde ein Großteil der Bausubstanz in Kirchberg zerstört, darunter die evangelische Kirche, die katholische Schule sowie weitere 28 Häuser.
Als Folge des Zweiten Weltkriegs fiel Kirchberg 1945 an Polen und wurde in Tłustoręby umbenannt. Die deutsche Bevölkerung wurde – soweit sie nicht vorher geflohen war – am 21. Juni 1946 vertrieben. 1950 wurde Tłustoręby der Woiwodschaft Oppeln eingegliedert. 1999 kam es zum wiedergegründeten Powiat Opolski.

## Persönlichkeiten
- Wilhelm Goldmann (1897–1974), deutscher Verleger, verbrachte einen Teil seiner Kindheit in Kirchberg